# Salier Verlag
Der Salier Verlag ist ein deutscher Verlag für Sachbücher und Belletristik mit Sitz in Eisfeld. Er wurde 2006 von dem Journalisten Bastian Salier in Leipzig gegründet. 

## Programm
Der Programmschwerpunkt liegt auf Regionalia zu Thüringen, Franken und Sachsen sowie Sachbüchern zu Philosophie, Geschichte, Freimaurerei und Zeitgeschichte.
Das Verlagsprogramm umfasst außerdem Belletristik von bekannten Autoren wie Immo Sennewald, Else Buschheuer, André Kudernatsch und Eckard Sinzig, regionale Krimis und Sachbücher zu regionalgeschichtlichen Themen, etwa von Helga Rühle von Lilienstern, Felix Leibrock, Margarete Braungart, Karl-Heinz Großmann sowie Sachbücher zur Zeitgeschichte von Autoren wie Dieter B. Herrmann, Heinz-Dieter Kallbach und Clemens Richter.
Wichtige Autoren des Verlages auf dem Gebiet der Sachliteratur über Freimaurerei sind u. a. Helmut Reinalter, Jens Oberheide, Rolf Appel, Hans-Hermann Höhmann, Klaus-Jürgen Grün, Alfred Schmidt und Jan A. M. Snoek. Der Verlagsinhaber, Bastian Salier, ist zudem Redakteur der Zeitschrift "HUMANITÄT – Das deutsche Freimaurer-Magazin".

## Auszeichnungen
Mehrere Autoren des Verlages wurden mit dem Slusizer Preis für publizistische Verdienste um das Henneberger Land ausgezeichnet, darunter der Schriftsteller und Pfarrer Thomas Perlick, der Historiker und frühere Direktor des Hennebergischen Museums Kloster Veßra, Günther Wölfing, sowie der Autor und ehemalige Verleger Hans-Jürgen Salier, der 1990 den Vorgängerverlag Frankenschwelle gegründet hatte. Dort waren bis 2005 etwa 200 Publikationen über die Region Thüringen und Franken erschienen.

## Autoren (Auswahl)
- Immo Sennewald
- Else Buschheuer
- Hans-Hermann Höhmann
- Jens Oberheide
- Helmut Reinalter
- André Kudernatsch
- Tobias Prüwer
- Carolin Philipps
- Jan A. M. Snoek
- Alexander Kraft
- Clemens Richter
- Klaus-Jürgen Grün
- Rolf Appel
- Hans-Jürgen Salier